# Кузьминская (Верхнетоемский район)
Кузьминская — деревня в Верхнетоемском районе Архангельской области. Входит в состав Афанасьевского сельского поселения.

## География
Деревня расположена в юго-восточной части области на расстоянии примерно в 38 километрах по прямой к северо-западу от районного центра села Верхняя Тойма.
Часовой пояс
Деревня Кузьминская как и вся Архангельская область, находится в часовой зоне МСК (московское время). Смещение применяемого времени относительно UTC составляет +3:00.

## Население
| 2002 | 2010 |
| ---- | ---- |
| 37   | ↘27  |

Национальный состав
Согласно результатам переписи 2002 года, в национальной структуре населения русские составляли 100 % из 35 чел..